# Bistrenje (vinarstvo)
Bistrenje je tehnološki postupak smanjenja mutnosti alkoholnog napitka, obično vina. 
Nakon što završi alkoholna fermentacija u vinima, snažno se talože razne tvari. Tim taloženjima vino se oslobađa nestabilnog dijela nekih svojih sastojaka. Bistrenje se zbiva spontano i nakon protjeka vremena dobivamo vino dobre bistrine i zadovoljavajuže stabilnosti. Potrošači žele bistra i stabilna vina, a proizvođači ih žele što prije staviti na tržište. Prirodnim putem ne može se tako brzo postići bistrina vina, pa se dodaju razna organska i mineralna sredstva.
Kod voćnih vina, dopušteno je bistrenje s jednim ili više sredstava za enološku upotrebu. Kod voćnih vina ta sredstava su: jestiva želatina, morunji mjehur, kazein ili kalijev kazeinat, bjelanjak jajeta, bentonit, silicij dioksid u obliku gela ili koloidne otopine, kaolin, tanin i pektolitički enzimi.
Pri bilo kakvom bistrenju, prvo se u laboratoriju određuje koliko treba bistrila. Nakon pokusa u laboratoriju izdaje es receptura kako će se bistriti vino u odgovarajućoj posudi u podrumu. Slijedi glavno bistrenje u podrumu. Vinu se ne smije ništa raditi od trenutka otkad je poslan uzorak u laboratorij sve dok nije gotov postupak bistrenja.

## Vanjske poveznice
- Prvi hrvatski vinogradarski portal - pretok i bistrenje vina, piše Nenad Bižić, dipl.ing.agr.